# Muhammad Usman
Muhammad Usman (ur. 8 czerwca 1973) – pakistański zapaśnik walczący w stylu wolnym. Mistrz Igrzysk Azji Południowej w 2004 i wicemistrz w 1999. Siódmy na igrzyskach wspólnoty narodów w 2002 roku.